# Celerena fulvastra
Celerena fulvastra là một loài bướm đêm trong họ Geometridae.